# 杰劳索尼福
杰劳索尼福（匈牙利語：Győrasszonyfa）是匈牙利杰尔-莫雄-肖普朗州所辖的一个村。总面积6.48平方公里，总人口499，人口密度77.0人/平方公里（2011年1月1日）。